# 忽都不丁
忽都不丁（?—?），元朝大臣，元成宗、元武宗时中书右丞。
元成宗大德六年（1302年）七月辛酉，由江浙行省参知政事升任为中书右丞，后来改任他职。元武宗至大二年（1309年），再由参议中书省事，转任中书左丞。十月丁丑，辽阳行省平章政事哈散为左丞相、行中书平章政事，中书参知政事伯都为平章政事、行中书右丞，商议中书省事忽都不丁为右丞、行中书左丞，参议中书省事帖里脱欢、贾钧并中书参知政事。至大三年（1310年）六月，升任中书右丞。